# خان مياندشت
خان مياندشت (بالفارسية: کاروانسرای میاندشت) هو خان تاريخي يعود إلى عصر السلالة الصفوية والقاجاريون، ويقع في شاهرود.